# Karađoz (1969.)
Karađoz, bh. humoristička televizijska serija od dvije sezone. Epizode su trajale po 60 minuta. Emitirana od 1969. do 1971. godine. Snimljena je u produkciji TV Sarajevo u crno-bijeloj tehnici, mono zvukom.

## Povijest
Na televiziju je došla nakon što su je prethodno autori serije Korenić i Demirđić postavili na prvom bh. kazalištu sjenki, nazvanom po kazalištu Karađozu koje je poniklo u Grčkoj. Kazališnu premijeru Karađoz je doživio 1967. u Sarajevu u Svrzinoj kući. TV Sarajevo se na snimanje serije odlučila 1969. godine. Autori serije htjeli su stvoriti orijentalnu priču, koju su prilagodili bosanskim prilikama, pa je beg bio bosanski, a ne istanbulski. Epizode su privukle pozornost gledateljstva. Citati i izreke iz serije živi su i danas. Mnogim je sarajevskim glumcima serija pomogla "probiti led".

## Radnja
Serija nije vremenski strogo određena u neko doba osmanske vladavine u BiH, ali moglo bi se zaključiti da se radnja odvija pred dolazak Austro-Ugarske u BiH. Duhovito je prikazan život visokoklasne begovske obitelji. Junaci su Husametin-beg (Rejhan Demirdžić), njegove Kadune, sina Hajdija (Zijah Sokolović), Husametin-begov protivnik Zejbeka (Zvonko Zrnčić), te Fistik (Aleksandar Mičić), lukavi, sposobni i snalažljivi sluga.

## Epizode

### Epizode 1. sezone
- 1969.:[2]

1. Lažni bakalin

- 1970.:[2]

1. Maćeha
2. Varalica Fistik
3. Đul i Fidan
4. Začarani pisar
5. Husametin-begovi belaji

### Epizode 2. sezone
- 1971.[2]

1. Krvava Nigar
2. Sejtan na kanafi
3. Ćutahija
4. Prikaze

## Uloge
Uloge:
- Rejhan Demirdžić - Husametin-beg
- Aleksandar Mičić - Fistik
- Zvonko Zrnčić - Zejbek
- Nada Pani
- Rudi Alvađ - Ribar
- Zvonko Marković - Ćelal-efendija
- Zijah Sokolović - Hajdi-beg
- Vera Milovanović - Maćeha
- Etela Pardo
- Miralem Zubčević
- Sabahudin Kurt
- Gertruda Munitić - Nigar-Hanim